# Heinz Knüwe
Heinz Knüwe (* 16. Januar 1956 in Wadersloh) ist ein ehemaliger deutscher Fußballspieler und -trainer.

## Stationen als Spieler
Der Stammverein von Heinz Knüwe war der SV Westfalen Liesborn 21, bei dem er von 1964 bis 1974 im Jugendbereich spielte. In der Zeit von 1972 bis 1974 spielte er in der A-Jugend Westfalenliga beim VfL Geseke. In der Saison 1974/1975 stand er im Kader des TSV 1860 München, der damals in der 2. Bundesliga spielte. 1975/1976 spielte er dann in der Landesliga für Borussia Lippstadt. Daraufhin folgten von 1976 bis 1978 59 Einsätze und sechs Tore in der 2. Bundesliga für den SC Herford. Mit diesem Club verbrachte er auch nach dem Abstieg die Fußball-Oberligasaison 1978/1979.
1979 gelang ihm aber dann der Wechsel in die 1. Bundesliga zum VfL Bochum, wo er bis 1986 erstklassig spielte. Hier erzielte er in 197 Einsätzen sieben Tore. In der Saison 1986/1987 wechselte er zum Zweitligisten Hannover 96, kam zu 33 Einsätzen und erzielte ein Tor. Hannover 96 stieg auf und so kam er in der Saison 1987/1988 noch zu 13 Einsätzen in der ersten Liga. Seine letzte aktive Zeit bestritt er von 1988 bis 1990 beim Oberligisten SC Verl, bei dem er seit 1989 auch als Spielertrainer tätig war.

## Stationen als Trainer
1989 bis 1990 war er Spielertrainer beim Oberligisten SC Verl. Schließlich fungierte er von 1990 bis 1992 als Trainer beim Oberligisten SpVg Beckum. Ab 1996 betätigte er sich als Trainer an einer privaten Jugendfußballschule in Ostwestfalen-Lippe. In den Jahren 1997 bis 1999 trainierte er erstmals den SV Lippstadt 08 in der Oberliga.
Von 2000 bis März 2001 hatte er ein Engagement beim Oberligisten 1. SC Göttingen 05. In den Jahren 2001 bis 2003 war er Sportlicher Leiter des VfL Bochum in der Ersten und Zweiten Liga. Seit Anfang des Jahres 2006 war er wieder als Trainer des SV Lippstadt 08 tätig, rettete diesen vor dem Abstieg und spielte in der Saison 2006/2007 mit diesem Verein um den Aufstieg.
Am 20. März 2007 kündigte er laut Meldung der Lippstädter Tageszeitung Der Patriot seinen Vertrag beim SV Lippstadt. Der Verein war zu diesem Zeitpunkt Tabellenführer.

## Stationen als sportlicher Leiter und Manager
Am 8. Mai 2007 übernahm Knüwe die Funktion des sportlichen Leiters des Regionalligisten Sportfreunde Siegen. Diesen Posten gab er am 16. Mai 2008 auf und kündigte das Arbeitsverhältnis fristlos. Als Begründung gab er an, dass er von der Vereinsführung nicht über die Beurlaubung des Trainers Marc Fascher und die Installation des Co-Trainers als Interims-Trainer informiert wurde. Knüwe gab zu verstehen, dass der Verein gegen seinen Arbeitsvertrag verstoßen habe.
Vom 9. April bis 8. Juni 2013 übernahm er kommissarisch Vorstandsaufgaben beim VfL Bochum, nachdem der Verein in der 2. Bundesliga in akuter Abstiegsnot sowohl den Trainer als auch den Sportvorstand entlassen hatte. Zur Saison 2015/16 wurde er Sportchef beim SV Lippstadt 08. Bereits am 1. Oktober 2015 wurde die Auflösung des laufenden Vertragsverhältnisses bekannt gegeben.